# دييجو دي توريس بييارويل
دييغو دي تورّيس بيّاررويل (سالامانكا، 1694 – سالامانكا، 19 يونيو 1770) كان كاتبًا وشاعرًا ومسرحيًا وطبيبًا ورياضيًا وكاهنًا وأستاذًا جامعيًا في جامعة سالامانكا.
كان ابنًا لبائع كتب من سالامانكا، وأمه ابنة تاجر أقمشة. وقد تم تعميده في 18 يونيو 1694. وصف نفسه بأنه أشقر، أزرق العينين، حسن المظهر، «أقرب في شكله إلى الألماني منه إلى القشتالي أو الإكستريميني»، كما وصف نفسه بأنه شخص منفتح، اجتماعي، وسهل التعامل.
تعلّم مبادئ القراءة والكتابة، ثم بدأ دراسة اللاتينية على يد دون خوان غونثاليث دي ديوس، الذي أصبح لاحقًا أستاذًا للأدب الإنساني في جامعة سالامانكا. وقد أظهر تقدمًا ملحوظًا أهّله للفوز، بعد ثلاث سنوات، بمنحة دراسية في الكلية الثلاثية اللغة (Colegio Trilingüe) في سالامانكا، من خلال منافسة مفتوحة.
لكن طبيعته المتمردة والمشاغبة دفعته إلى التغيب عن الدروس، والدخول في شجارات، وسرقة زملائه، وأخذ الطعام من مخازن الكلية، مما جعله يُلقَّب بـ**"جلد الشيطان" (Piel de diablo)**.
قرأ كثيرًا في مكتبة والده، لكن دون منهج أو ترتيب محدد، رغم أنه كان يميل بشكل خاص إلى علم الرياضيات.
وقد أثّر فيه كتاب Astrolabium، وهو مؤلف في علم الفلك للأب كريستوفورو كلاڤيوس (1537–1612)، ما جعله يُقبل على علم التنجيم.
أما كتاب "رسالة في الكرة السماوية" (Tratado de la esfera) فقد كان مدخله إلى علم الرياضيات، الذي كان علمًا مهملًا في ذلك الوقت.
بحسب ما يروي في سيرته الذاتية Vida، التي جاءت في شكل روائي إلى حد بعيد، فإنه بعد خروجه من الكلية فرّ إلى البرتغال هربًا من عواقب أفعاله الطائشة، وتحديدًا إلى بورتو وكويمبرا، حيث عاش حياة مليئة بالمغامرات، كان فيها تارةً ناسكًا، وتارةً راقصًا، ثم خيميائيًا، وعالم رياضيات، وجنديًا، ومصارع ثيران، وطالب طب، ومُعالجًا شعبيًا، ومنجمًا، وعرافًا.
وقد ساهم هذا الطابع الروائي في سيرته في أن تُنسب إليه أسطورة قوية في زمنه. ويُعتقد أنه بعدما عاد إلى سالامانكا، استقر حاله وكرّس نفسه لقراءة نهمة لكتب الفلسفة الطبيعية، والسحر، والرياضيات. ولكسب قوته، أنشأ مشروعًا تجاريًا ناجحًا في مجال النشر، حيث بدأ بكتابة التقاويم والتنبؤات السنوية تحت اسم مستعار هو "الصياد العظيم من سالامانكا" (El gran Piscator de Salamanca)، وهو نوع من الصحافة الشعبية كان من أوائل مؤسسيه، وقد اشتهر به، إذ كان كثير من الناس يلجأون إليه لمعرفة ما يخبئه المستقبل.
كتب هذه الكتيبات بين عامي 1718 و1766، رغم أنه لم يكن يؤمن بها كثيرًا، إذ وُصف بأنه «رجلٌ حديث، جمع بين تشاؤم باروكي، وسخرية حر فكر، وحسابات ووعي برجوازي».
حين تحصي الألف
ويُضاعف الثلاثمئة
وتُكرّر الخمسون
ويُضاف تسعون،
عندها، سترين،
أيتها فرنسا البائسة،
مصيبتك الأخيرة في انتظارك،
مع ملكك وولي عهدك،
وعندها ستنتهي
أمجد فترات مجدك الأولى.
هذه الصدفة السعيدة تُفسَّر على النحو التالي:
1000 + (300 × 2) + (50 × 2) + (9 × 10) = 1790،
وهو عام في خضمّ الثورة الفرنسية.
في عام 1723، سافر إلى مدريد، حيث عانى في البداية من الجوع والبؤس، لكنه بفضل لطفه وحسن تعامله كوَّن صداقات مع أشخاص من طبقات راقية ساعدوه. درس الطب وتخرّج في مدينة أفيلا. عُيّن نائبًا لرئيس الجامعة، لكنه قرر البحث عن حظّه في مدريد، ورغم معاناته من الفقر في البداية، نجا من خلال عمله في التطريز لصالح بائع في "بويرتا ديل سول". في تلك الفترة فكّر حتى في التورط في التهريب، لكن أنقذته الكونتيسة دي أركوس. عمل كاتبًا في جريدة "La Gaceta de Madrid"، حيث كان يروي شائعات المدينة.
وبسبب ظاهرة خارقة حدثت في بيت الكونتيسة وشهرته كـ"ساحر"، استدعته لمحاولة "طرد الأرواح" من منزلها على مدار إحدى عشرة ليلة، لكنه لم ينجح، إلا أن الأمر جعله يحصل على وظيفة خادم في منزلها، مع مكان للمبيت والطعام، وبقي هناك لمدة عامين آخرين. في قصرها كان يقرأ ويكتب كثيرًا، لكنه في ظهوره العلني كان يسخر من غرور وزيف الطبقات العليا، مما أدى إلى طرده من مدريد بقرار من المجلس الملكي، فعاد إلى سلامنكا.
عند عودته مجددًا إلى أراضي سلامنكا، اكتشف فياررويل أن كرسي الرياضيات في الجامعة شاغر، فقرر التقدُّم للامتحانات التنافسية لشغله. لم يكن له سوى منافس واحد فقط، وقد هزمه بحصوله على نتيجة نهائية أفضل، فظفر بالكرسي المنشود، الذي ظلّ شاغرًا لأكثر من ثلاثين عامًا بسبب الجهل والإهمال اللذين عانت منهما هذه العلوم.
أقام سكان سلامنكا عدة احتفالات تكريمًا للأستاذ الجديد. يعلّق فياررويل في سيرته الذاتية Vida بأن معرفته بالرياضيات كانت محدودة رغم اجتيازه الامتحان، منتقدًا بذلك ضعف التقدُّم في البُنى الجامعية.
أمضى خمسة أعوام في تدريس الرياضيات، وفي عام 1732 حصل على شهادة في الفنون، وأصبح أستاذًا لهذه المادة. وخلال هذه الفترة، كان يقضي فصول الصيف في مدريد.
أقام في مدينة Medinaceli، حيث تعرّف في العام نفسه 1732 على خوان دي سالازار، الذي حُكم عليه مع فياررويل بالنفي بسبب جريمة غامضة، فهرب الاثنان إلى مدينة بوردو الفرنسية.
وعند عودة سالازار إلى إسبانيا، حُكم عليه بالسجن لمدة ستة أشهر، بينما نُفي فياررويل إلى مدينة سلامنكا، ففرَّ مجددًا إلى البرتغال. وبعد أن جاب البلاد البرتغالية بأكملها، أُصيب بالمرض ولم يتمكن من العودة إلى إسبانيا إلا بعدما رفعت شقيقاته التماسًا إلى الملك، الذي سمح له بالعودة في عام 1734.
منذ ذلك الحين وحتى عام 1743، كرّس نفسه للعمل في الجامعة، وكتابة الكتب والسوناتات، والتنقل بين مدريد وعودته منها، إضافةً إلى فترات إقامته في بلاطها. وقد حقق نجاحًا نقديًا كبيرًا عند نشره لعمله "منبوذو العالم والمجد" (1736-1737)، حيث نُشرت عنه مراجعات إيجابية للغاية في يومية الأدباء.
وفي عام 1742، نشر الأجزاء الأربعة الأولى من سيرته الذاتية "الحياة"، والتي أُعيد طبعها خمس مرات في العام نفسه، ثلاث طبعات قانونية وثلاث مقرصنة. وفي عام 1743، نشر عمله "قارب أكيرون"، كما أطلق في تلك الفترة صحيفةً باسم "الصياد التاريخي لسلامنكا" (Piscator Historial de Salamanca).
وفي عام 1745، عانى من اكتئاب أخلاقي وفلسفي جعله يعتزل العمل وينبذ "آثامه" في شبابه وكتاباته الساخرة. وفي مارس 1746، عاد مجددًا إلى قاعات الدراسة، ثم عاد إلى مدريد في نوفمبر، حيث كان يُظن أنه قد مات.
وكان والده قد ألحّ عليه سابقًا أن ينال رتبة شماس أدنى (subdiácono) لكي يُمنح منصب كنسي في رعية سان مارتين بسلامنكا، لكنه لم يُرسم كاهنًا إلا بعد أن بلغ الثانية والخمسين من عمره.
في عام 1750، وبعد 24 عامًا من شغل كرسي الأستاذية، طلب التقاعد قبل بلوغ السن القانوني، وهو ما منحه له الملك فرناندو السادس بمرسوم ملكي.
قام بالحج إلى سانتياغو دي كومبوستيلا، وكان دائمًا برفقة أشخاص يُعجبون به ويعرفونه، نظرًا لشهرته الكبيرة.
بدءًا من عام 1751، أصبحت حياته هادئة، "أعيش بكرامة في القرية التي وُلدتُ فيها"، كما كتب في سيرته الذاتية، وكان يعمل في سلامنكا على إثراء مكتبة الجامعة.
تقدّم بطلب لنيل رتبة شماس (diaconato) في فبراير 1754، وبعد شهر واحد فقط رُسِم قسيسًا (presbítero) في سلامنكا. وقد قدّم المساعدة، دون مقابل، بل وبشكل شخصي أيضًا، إلى مستشفى أمبارو في سلامنكا.
في عام 1752، نُشرت الطبعة الكاملة الأولى من أعمال تورّيس خلال حياته، وهو أمر نادر في ذلك الوقت، مما يدل على شعبيته الكبيرة. وقد تم ذلك عن طريق الاشتراك العام، وهي طريقة استُخدمت لأول مرة في إسبانيا.
وقد تصدّر الاشتراك العائلة الملكية، وماركيز دي لا إنسينادا، وعدد كبير من النبلاء، والجامعات والكليات الكبرى، ورجال الدين، وأشخاص عاديون — لكن جامعة سلامنكا لم تكن من بينهم.
بعد تقاعده، واصل العمل في لجان مختلفة تابعة للجامعة، وكان لا يزال يحضر اجتماعات الهيئة التدريسية حتى عام 1769.
وتوفي في 19 يونيو 1770، عن عمر يناهز 77 عامًا، في قصر مونتيري في سلامنكا، حيث كان يشغل غرفًا خصّصتها له دوقة ألبا منذ سنوات.
كان تورّيس بيّارويل رجلًا مثقفًا للغاية بفضل فضوله الكبير، وكان مظهره الغريب والفريد يفتن البعض وينفّر البعض الآخر.
وقد وُضع في منزلة وسط بين النزعة العلمية الباروكية والتفكير المستنير لحركة المُجددين (Los Novatores)، لكنه لم يكن من أنصار التقدّم الحديث، ولم يتجاوز أفكار ديكارت وغاسندي. فكتب عن نظام إسحاق نيوتن، على سبيل المثال، أنه:
«هذه الحداثة المرعبة والعظيمة ستمرُّ بعدم تصديقٍ بائس لقرون عديدة...»
وخصوصًا لأنها، كما قال، نتاج عقل «ذو نية ملتوية» قد «تعمّد الغموض في جميع أعماله».
كان معروفًا في أغلب أنحاء البلاد في زمانه، ورغم أنه كان رجلًا صامتًا نسبيًا، فإن كل مرة كان يتحدث فيها كان يثير الدهشة أو الضحك لدى الآخرين.
سخر من كل ما استطاع بسخريةٍ لاذعة ومتحررة، مما جلب له العداوات والحسد، وتسبب في نفيه عدة مرات.
وقد انعكست شخصيته في كتاباته، وخصوصًا في سيرته الذاتية:
«حياة ونسب وميلاد وتربية ومغامرات الدكتور دون دييغو دي توريس بيّارويل، أستاذ مادة الرياضيات العليا في جامعة سلامنكا، بقلمه هو نفسه».
يرى الباحث راسل ب. سيبولد (Russell P. Sebold) أن حياة توريس كانت ذات وجهين؛ فقد كانت نسيجًا من التناقضات بين تديّنه البرجوازي وازدرائه البوهيمي، وكان لا يشعر بوجوده إلا من خلال تناقضه مع ذاته، إذ كان في جوهره متشككًا غير قادر على تمجيد أي شيء.
أما من الناحية العلمية، فكان رجلًا منغمسًا في شؤون الدنيا، ولم يُقدّم أي إسهام علمي يُذكر، بل لم يُحسن تقدير أهمية نيوتن — على العكس من معاصره بينيتو خيرونيمو فييخو، أو من جاء بعده مثل كانديدو ماريا تريغيروس ولورينثو هيرفاس إي باندورو.
في مقدمة "بريد من العالم الآخر" (Correo del otro mundo) سنة 1725، قال:
"أنا لا أكتب لكي تتعلّم، ولا لكي تستفيد، ولا لتصبح عالمًا، فما شأني أنا إن كنتَ طالبًا أو عامل بناء...؟ أنا أكتب لأنني لا أملك مالًا ولا أعرف من أين أحصل عليه."
ويبدو أنه لم يكن في حال سيئة، لأنه كتب في تقويم سنة 1738 أن الكتّاب الآخرين "سيموتون جوعًا وحسدًا عندما يعلمون أن تورّيس استطاع جمع 15,000 ريال العام الماضي من تفاهاته، من دون أن يتزلّف بالإهداءات أو يتسوّل مقدّمات من الطابعين."
كان كاتبًا غزير الإنتاج، وقد ورد أنه خلال عشرين عامًا من الكتابة تلقّى أكثر من ألفيّ دوكات، كل واحدة منها.
ألّف روايات و"مقالات" مثل "تعساء العالم والمجد" (Los desdichados del mundo y la gloria) عام 1737، وكتبًا علمية مثل "تشريح المرئي وغير المرئي في الكرتين" (Anatomía de lo visible e invisible de ambas esferas) عام 1738.
وفي عام 1752، نُشرت أعماله في طبعة من 14 مجلدًا عن طريق الاكتتاب العام، ثم أُعيد طبع الأعمال الكاملة في 15 مجلدًا من القطع الثامن (en octavo) في مدريد ما بين 1794 و1799.
اتسم أسلوب توريس بيّارويل بطابعٍ "كونسيبتسيوني" (Conceptista)، واستلهم موضوعاته من أعمال فرانسيسكو دي كيفيدو، إلا أنه، كما يرى خورخي لويس بورخيس، يفتقر إلى النظرة التشاؤمية القاتمة التي ميّزت أسلوب كيفيدو، ويتسم في المقابل بنزعةٍ حيوية واحتفالية.
كشاعر، برز في عدد من السونيتات مثل: "اللصوص الأشهر ليسوا في الطرقات" و*"القرن الحاضر"*. كما كتب تركيبات هجائية أطلق عليها "بَسْماروتاس" (Pasmarotas)، وهو نوع شعري استمر تأثيره حتى القرن العشرين، كما يظهر في أعمال إنريكي بادوسا.
تُعبّر هذه القصائد عن الدهشة والسخرية من مواقف غير منطقية أو عبثية، غالبًا ناتجة عن الحماقة، بأسلوب تهكمي وباستخدام أوزان قصيرة.
وقد كتب أيضًا جَاكَرات (Jácaras) وسِغِّيدِيَّات (Seguidillas)، إلى جانب قصائد حب مثل: "إلى سيدة" (A una dama)، وقصائد تأملية عن الموت مثل: "متى ستأتي الموت؟" (¿Cuándo vendrá la muerte?).
يُعَدُّ عمله النثري الأكثر شهرة هو الكتاب المذكور: "حياة ونسب وميلاد..."، الذي نُشر لأول مرة عام 1743، وتلاه عدد من الإضافات والتوسعات لاحقًا. وهو سيرة ذاتية مقسمة إلى ستة "أجزاء"، يُمثّل كل منها عقدًا زمنيًا من حياته، ويمنح فيها شكلاً روائيًا لقصّة بيكاريسكا (picaresca)، دون أن يُقلد، كما في أعماله الأخرى، أسلوب كِبيدو، بل بأسلوب أكثر أصالة وبساطة وتلقائية وطبيعية.
في هذا العمل، لا يكتفي الكاتب بوصف مسار حياته، بل يعكس أيضًا الأزمة العميقة التي كانت تمر بها إسبانيا آنذاك، وهي أزمة كان واعيًا بها وشاهدًا عليها، لكنه آثر الوقوف موقف المتفرج، بخلاف ما فعله فيما بعد المستنيرون ومن بعدهم الليبراليون. ومع أنه كان يُدرك حجم الانحدار، إلا أنه لم يستسلم للتشاؤم، بل تهرّب منه بالسخرية أو التهكّم من خلال "البَسْماروتات" خاصته، كما قال:
"كنت أعلم أنني في أرض العُميان. وكانت إسبانيا في تلك الحقبة تعيش ظلامًا مُهينًا لدرجة أنه لم يكن في أي مدرسة أو جامعة من جامعات مدنها رجلٌ قادر على إشعال مصباح ليبحث به عن أساسات تلك العلوم".
ووفقًا للناقد بلانكو أغيناغا:
"حياة توريس" هي سيرة ذاتية لبورجوازي صغير صاعد، حقّق نجاحًا غير مسبوق من خلال دهائه واستغلاله لجهل العامة وخرافاتهم، التي لم يكن يؤمن بها هو نفسه. بل قال إن الأشباح والكائنات الخارقة لا تثير فيه إلا الضحك:
"الساحرات، والعَرّافات، والعفاريت، وحكاياتهم وقصصهم تُسلّيني وتُضحكني وتُرسم على وجهي ابتسامة ساخرة".
وفي معرض البورجوازيين الصغار الذين لا يملكون برجوازية، يظهر هذا المتناقض البوهيمي من سالامنكا، الذي يُعتبر تمهيدًا للكاتب في القرن التاسع عشر، المهتم بذوق الجمهور وموضاته.
تُعَدُّ من أبرز أعماله أيضًا "الرؤى والزيارات بين تورّيس وفرانثيسكو دي كِبيدو في مدريد" (1727–1751)، والتي تميّزت بأسلوب كونثِبتيستا (Conceptista) رفيع.
أما في عمله "الناسك وتورّيس" (El ermitaño y Torres – 1752)، فقد تناول فيه موضوع الحجر الفلسفي، كما فعل أيضًا في كتاب "القراءات الفلكية والخيميائية" (Recitarios astrológicos y alquímicos – 1726)، حيث تعمّق في المبادئ المعدنية التي تقوم عليها الخيمياء.
وقد أبدى في عدد من أعماله اهتمامًا واضحًا بما هو إنساني وإلهي في آنٍ معًا، حيث كتب عن الأشباح والظواهر الجوية الغريبة، بل وذكر تجاربه الشخصية مع بعضها، كما في كتابه "حكم وتنبّؤ حول الكرة وثلاثة أعمدة من النار التي ظهرت في الأفق الإسباني" (1726).
وقد تكرّر هذا الحدث أو "المعجزة"، كما كان يُحب أن يُطلق على هذه الكرات النارية، في عامي 1730 و1736.
كما تنوّعت أعماله النثرية أيضًا لتشمل كتابة سير لحياة بعض رجال الدين، مثل:
"حياة الأخت غريغوريا دي سانتا تيريسا"،
وكذلك سير شعراء مثل:
"حياة غابرييل ألفاريث دي توليدو".
ألّف أيضًا عددًا من القطع القصيرة مثل الرقصات والمشاهد الهزلية (sainetes)، بالإضافة إلى عدد كبير من الكتيّبات ذات الطابع الساخر بدرجات متفاوتة، مثل "زورق خارون" (Barca de Aqueronte)، و*"مستشفى غير القابلين للشفاء"* (el Hospital de incurables)، وغيرهما.
وكان ينشر "تقويمًا سنويًا" (almanaque) يدرُّ عليه دخلاً كبيرًا، حيث كان يُدرج فيه تنبؤات، تحقّق بعضها بالفعل.
أشارت بعض الدراسات الفيلولوجية إلى الاستخدام المتكرر لعناصر من اللغة الليونية في أعماله.
وفي هذا السياق، تبرز بعض السمات اللغوية الخاصة، مثل البادئة الليونية "peri" التي تعني "أكثر"، والتحنينات الصوتية كاستخدام المقاطع "llo"، "lla"، "llas"، بالإضافة إلى صيغ فعلية مثل:
"jicioren" (التي تقابل في القشتالية "hicieron" أي "فعلوا")،
"salioren" (وتُقابل "salieron" أي "خرجوا")،
و"dixioren" (التي تُقابل "dijeron" أي "قالوا").
وتظهر هذه الخصائص بشكل متكرر في كتاباته.
كتبٌ تُجمَع فيها دفاتر متنوّعة فيزيائية، طبية، فلكية، شعرية، أخلاقية وصوفية، كان قد قدّمها في سنواتٍ سابقة إلى الجمهور في أعمال صغيرة، ألّفها الدكتور دون دييغو دي تورّيس...
سلامنكا: مطابع أنطونيو بيّاغوردو وبدرو أورتيث غوميث، 1751 و1752، في 13 مجلدًا.
النثر: 
الألمنكات والتنبؤات لـ "الصياد الكبير من سلامنكا" (1718–1766)
أحلام أخلاقية. رؤى وزيارات تورّيس مع دون فرانسيسكو دي كيبيذو في مدريد (1727–1737)
هزُّ الحمقى الموجودين والمستقبليين (1726)
الحياة الطبيعية والكاثوليكية، طب آمن للحفاظ على الجسد أقل عُرضة للمرض... (1730)، وقد حُظرت لاحقًا من قبل محاكم التفتيش
قارب آخِرَونتي والإقامة الجحيمية لبلوتون (1731)، نُشرت عام 1743
المطرودون من الدنيا ومن المجد (1736–1737)
تشريح المرئي وغير المرئي في الكرتين (1738)
رسائل فيزيائية وطبية حول الهزّات وغيرها من حركات الأرض، المعروفة شعبيًا بالزلازل (1751)
الناسك وتورّيس، مغامرة طريفة تُناقش فيها حجر الفلاسفة والكتيبات الثلاث: الريفية، والطبية، والكنسية (1752)
حياة، نسب، ميلاد، تربية ومغامرات الدكتور دون دييغو دي تورّيس بيياروييل، أستاذ الرياضيات في جامعة سلامنكا... (1743–1751)، نُشرت على دفعات
وصفات تورّيس، مضافة إلى علاجات لكل حال
الديك الإسباني
رحلة خيالية
الحياة المثالية، الفضائل البطولية والوصفات الفريدة للأم الجليلة غريغوريا فرانسيسكا دي سانتا تيريسا، الكرملية الحافية في دير إشبيلية، والتي تُدعى في العالم غريغوريا فرانسيسكا دي لا بارّا كيينوخي
الشعر: 
تأملات سياسية في قصائد بمقاطع متنوعة (1726)
ألعاب تاليا، تسليات من وحي الإلهام: قصائد متنوعة، غنائية وكوميدية... (1752)
المسرح: 
ألعاب تاليا، تسليات من وحي الإلهام (سلامنكا، 1752)
الأوبريتات (Zarzuelas): 
محاكمة باريس وخطف هيلينا (ضمن ألعاب تاليا، سلامنكا 1752)
تناغم اللامحسوس (ضمن ألعاب تاليا)
إينياس في إيطاليا، بالتعاون مع خوسيه أورمازا (ضمن ألعاب تاليا)
الفواصل المسرحية القصيرة (Entremeses): 
العفريت (ضمن ألعاب تاليا)
المشاهد الهزلية القصيرة (Sainetes): 
الغجر (ضمن ألعاب تاليا)
المرأة الغريبة (ضمن ألعاب تاليا)
الشاعر (ضمن ألعاب تاليا)
المتبجّح (ضمن ألعاب تاليا)
الحانة عند بوابة بيّامايور (ضمن ألعاب تاليا)
مشهد هزلي مدموج بأوبريت "تناغم اللامحسوس" (ضمن ألعاب تاليا)
احتفال بالديوك وتمثال الخشب في القرية الصغيرة (نُشرت منفصلة)
البائس (نُشرت منفصلة)